# Fortunato Chelleri
Fortunato Chelleri (auch: Keller oder Kelleri; * Mai/Juni (?) 1690 in Parma; † 11. Dezember 1757 in Kassel) war Kapellmeister und Komponist klassischer Musik.

## Leben
Chelleris Vater war ein aus Deutschland ausgewanderter Musikliebhaber, seine Mutter stammte aus der italienischen Musikerfamilie Bazzani (Bassani; siehe auch Giovanni Battista Bassani). Nach dem frühen Tod seiner Eltern kam er in den Haushalt seines Onkels Francesco Maria Bazzani (um 1650 bis um 1700) in Piacenza. Dieser bildete Fortunato, der bereits in seiner Heimatstadt Chorknabe gewesen war, weiter zum Musiker und Komponisten aus. Ab 1708 komponierte Chelleri Opernmusik für verschiedene oberitalienische Bühnen und stand u. a. in Barcelona, Florenz und Venedig im Dienst wechselnder Adliger.
1722 holte ihn der musikbegeisterte und insbesondere von den neuen Tasteninstrumenten (Fortepiano, Hammerklavier) faszinierte Bamberger und Würzburger Fürstbischof Johann Philipp Franz von Schönborn (Fürstbischof 1719–1724) als Hofkapellmeister nach Würzburg, zeitgleich mit dem aus Venedig stammenden Musiker und Komponisten Giovanni Benedetto Platti. Nach dem Tode des Fürstbischofs 1725 wurde Chelleri in Kassel Hofkapellmeister des Landgrafen Karl von Hessen-Kassel. Er folgte zwischen 1732 und 1734 dessen Sohn und Nachfolger Friedrich I., der zugleich König von Schweden war, an den Hof in Stockholm. Mit dem Titel und der wirtschaftlichen Absicherung eines Hofrates ausgestattet kehrte er nach Deutschland zurück und leitete bis zu seinem Tode 1757 in Kassel die Privatkapelle für Friedrichs Bruder Wilhelm VIII., der in Kassel die Landgrafschaft zunächst verwaltete und später selbst Landgraf wurde.

## Werke
In seiner deutschen und schwedischen Zeit nach 1722 komponierte Chelleri nur noch Instrumental- und Kirchenmusik, darunter allerdings auch eine Reihe von Oratorien in italienischer Sprache. Aus dem Jahr 1742 stammt Chelleris einziges Cello-Konzert, komponiert für Graf Rudolf Franz Erwein von Schönborn und als Manuskript in der Schönborn’schen Musikaliensammlung in Wiesentheid erhalten. In eigenständigem Druck erschienen sind unter anderem Kompositionen für Tasteninstrumente sowie sechs Streichersymphonien.

### Vokalmusik

#### Opern
- La Griselda (Apostolo Zeno, Piacenza, 1707/1708)
- Il gran Alessandro oder Alessandro il grande (Cremona)
- Zenobia in Palmira (Mailand, 1710 oder 1711)
- L’innocenza giustificata (Venedig, 1711)
- Atalanta (Apostolo Zeno, Ferrara, 1713)
- Alessandro fra le Amazzoni (Grazio Braccioli, Venedig, 1715)
- La caccia in Etolia (Belisario Valeriani, Ferrara, 1715; das Libretto wurde für Georg Friedrich Händels Oper Atalanta bearbeitet)
- Penelope la casta (Matteo Noris, Venedig, 1716)
- Alessandro Severo (Apostolo Zeno, Brescia, 1718)
- Amalasunta regina dei Goti (G. Gabrieli, Venedig, 1719)
- La pace per amore (Angelo Schietti, Venedig, 1719)
- Temistocle (Apostolo Zeno, Padua, 1720)
- Tamerlano (Agostino Piovene, Treviso, 1720)
- Arsacide (Antonio Zaniboni, Venedig, 1721)
- L’amor tirannico (Domenico Lalli, Venedig, 1722) (dritter Akt von Giovanni Porta)
- L’innocenza difesa (Francesco Silvani, Venedig, 1722)
- Ircano innamorato (Belisario Valeriani, Venedig, 1729)
- Amalasunta

#### Oratorien
- Il Cuore umano (Mannheim, 1722)
- Annuntiatio Mariae (Würzburg, 1723)
- Allegorie (Würzburg, 1724)
- Oratorio per il Venerdì Santo (Würzburg, 1730)
- Dio sul Sinai (Dresden, 1731)
- David umiliato (Würzburg, 1732)

#### Kirchenmusik
- 2 Messen für 4 Stimmen und Instrumente
- 1 Motette mit Orchester

#### Weitere Werke
- 3 Cantate e 8 Arie con Stromenti (London, 1727)
- 6 Arien mit Basso continuo
- 6 Kantaten mit Basso continuo
- 1 Duetto mit Orchester

### Instrumentalmusik
- 6 Fug[h]e per l’Organo e 6 Sonate per il Cembalo (Kassel, 1729)
- Sonate di Galanteria per il Cembalo (Kassel, ca. 1730)
- Trio in D (ca. 1735)
- Sonata da Camera für 2 Violinen, 2 Traversflöten und B. c. in D (ca. 1740)
- Concerto con Violoncello obbligato (Würzburg, 1742)
- 2 Sonate in A Collection of Lessons for the Harpsichord compos'd by Sig.r Kunzen, Kellery, Agrell & Hoppe (London, 1750 oder 1756)
- Rondeau für 2 Traversflöten, Oboe und B. c.
- 12 Ouvertures
- mehrere Sinfonie

## Diskografie (Auswahl)
- Sinfonia B-Dur für Streicher und Basso continuo
- 6 Sonate di galanteria (Kassel, 1729)
- Beatæ Mariæ Virginis, Oratorium in 2 Teilen (Würzburg, 1723) [Nachdruck hrsg. v. Alejandro Garri, Garri Editions, Mühlheim 2003]
- Cello-Konzert G-Dur (1742), WD 531 (Sol Gabetta, Capella Gabetta, „Il Progetto Vivaldi 3“, 2013)